# Yxsjö
Yxsjö är en sjö i Falkenbergs kommun i Halland och ingår i Ätrans huvudavrinningsområde. Sjön är 12,6 meter djup, har en yta på 0,303 kvadratkilometer och befinner sig 61,3 meter över havet. Vid provfiske har abborre, gädda, mört och sutare fångats i sjön.

## Delavrinningsområde
Yxsjö ingår i det delavrinningsområde (632391-131568) som SMHI kallar för Ovan Musån. Medelhöjden är 124 meter över havet och ytan är 45,6 kvadratkilometer. Det finns inga avrinningsområden uppströms utan avrinningsområdet är högsta punkten. Lilla å som avvattnar avrinningsområdet har biflödesordning 2, vilket innebär att vattnet flödar genom totalt 2 vattendrag innan det når havet efter 25 kilometer. Avrinningsområdet består mestadels av skog (80 %). Avrinningsområdet har 1,2 kvadratkilometer vattenytor vilket ger det en sjöprocent på 2,6 %.